# Ivor Linton
Ivor Linton (West Bromwich, Inglaterra; 20 de noviembre de 1959) es un exfutbolista inglés que jugó en la Football League para el Aston Villa, el Peterborough United y el Birmingham City. En el campo jugaba en el mediocampo.

## Carrera
Linton nació en West Bromwich, Staffordshire —actualmente en West Midlands—. Se integró a las filas del Aston Villa en sus divisiones inferiores en mayo de 1976 y profesionalmente en septiembre de 1977.  Todavía como juvenil, debutó con el primer equipo con 17 años el 16 de mayo de 1977 tras entrar de suplente en la victoria por 1-0 ante el Stoke City.
En seis años con el club jugó de manera regular con el equipo filial, además de participar en 17 partidos de titular y en otros 13 desde el banco de suplentes por el primer equipo. Una de ellas fue en la llave de ida por la segunda ronda de la Copa de Campeones de Europa 1981-82, en que enfrentaron al Dinamo de Berlín. Linton ingresó al campo a los 67 minutos del compromiso luego de la lesión de Gary Williams y, en su primera intervención, cometió una falta a Wolf-Rüdiger Netz que terminó en penal a favor del Dinamo. Sin embargo, Jimmy Rimmer tapó el segundo disparo de Artur Ullrich luego que su primer intento lo estrellara en el poste.
Al final de la temporada 1982 se unió al Peterborough United, de la Fourth Division, en una transferencia gratuita. Tras 27 encuentros dejó la institución y pasó por un período de prueba en el Birmingham City, en el que alcanzó a disputar 4 encuentros. Con ello, pasó a ser el primer futbolista negro en jugar para los dos clubes más grandes de Birmingham.  Luego de un breve paso en el Bilston Town se trasladó a Finlandia para jugar por el Kaskö IK, además del Närpes Kraft, en el que jugó por muchos años.
Con 39 años se retiró de la actividad y regresó a su natal West Bromwich, donde trabaja como electricista y participa en el equipo Villa Old Boys.

## Clubes
| Club                | País       | Año       |
| ------------------- | ---------- | --------- |
| Aston Villa         | Inglaterra | 1977-1982 |
| Peterborough United | Inglaterra | 1982-1983 |
| Birmingham City     | Inglaterra | 1983-1984 |
| Bilston Town        | Inglaterra | 1984      |
| LappBK              | Finlandia  | 1984      |
| Kaskö IK            | Finlandia  | 1985-1987 |
| Närpes Kraft        | Finlandia  | 1988-1999 |